# 漂礫溪 (加利福尼亞州)
漂礫溪（英語：Boulder Creek）是位於美國加利福尼亞州聖塔克魯茲縣的一個人口普查指定地區。

## 地理
漂礫溪的座標為37°07′53″N 122°07′28″W / 37.13139°N 122.12444°W，而該地最高點為海拔高度146米（即479英尺）。

## 人口
根據2010年美國人口普查的數據，漂礫溪的面積為19.46平方千米，均為陸地。當地共有人口4923人，而人口密度為每平方千米252人。